# 핫사무미나미역
핫사무미나미역(일본어: 発寒南駅)은 일본 홋카이도 삿포로시 니시구에 위치한 삿포로 시영 지하철의 역이다.

## 역 구조
니주욘켄테이네도리 하부에 위치한다. 지하 1층에 대합실, 매표기, 개찰구가 있고 지하 2층에 1면 2선의 섬식 승강장이 있다. 출입구는 2개 있다. 승강장 중앙에 개찰구와 승강장을 연결하는 엘리베이터가 있다. 지상의 엘리베이터는 1번 출입구 부근에 있다. 또한, 버스 정류장으로 통하는 1번 출입구에는 상하 양방향의 에스컬레이터가 설치되어 있다. 2번 출입구는 니주욘켄테이네도리를 끼고 북쪽의 핫사무2조 5초메에 있다.
당역과 미야노사와 역은 승강장과 개찰구를 연결하는 에스컬레이터가 기존의 것과 달리 방향별로 방향이 다르다.

#### 타는 곳
| 1 | 도자이 선 | 오도리・시로이시・신삿포로 방면 |
| 2 | 도자이 선 | 미야노사와 방면                 |

## 이용 현황
삿포로 시 교통국의 조사에 따르면 2015년도 1일 평균 승차 인원은 8,415명이다.
최근 1일 평균 승차 인원의 추이는 다음과 같다.
| 연도 | 1일 평균 승차 인원 |
| ---- | ------------------ |
| 2008 | 7,399              |
| 2009 | 7,312              |
| 2010 | 7,349              |
| 2011 | 7,447              |
| 2012 | 7,631              |
| 2013 | 7,931              |
| 2014 | 8,268              |
| 2015 | 8,415              |

## 역 주변
- 니주욘켄테이네도리
- 신코토니도리
- JR홋카이도 하코다테 본선 핫사무추오역
- 니시 경찰서 니시마치 파출소
- 삿포로 니시마치키타 우체국
- 호쿠요 은행 니시 지점
- 세이유 니시마치 점
- 삿포로 시립 핫사무미나미 초등학교
- 삿포로 시립 핫사무니시 초등학교
- 삿포로 시립 핫사무 중학교

## 역사
- 1999년 2월 25일: 미야노사와 ~ 고토니 역간 연장 개통에 따라 영업 개시.
- 2009년 2월 24일: 스크린도어 사용 개시.

## 인접 역
| 삿포로 시 교통국 지하철 도자이 선 | 삿포로 시 교통국 지하철 도자이 선 | 삿포로 시 교통국 지하철 도자이 선 |
| --------------------------------- | --------------------------------- | --------------------------------- |
| T01 미야노사와 미야노사와 방면    | ● 도자이 선                       | T03 고토니 신삿포로 방면          |